# 高速磯子線
高速磯子線（こうそくいそごせん）は首都高速道路(K3)狩場線と首都高速道路(B)湾岸線を堀割川上部を通ってつなぐ計画の路線である。狩場線の阪東橋出入口付近の本線に接続するための施設がみられる。しかし、湾岸線側には橋脚にわずかに準備工事の跡がうかがえる程度である。
また、本牧JCTはかつて狩場線と湾岸線市川方面のみの接続であったが、磯子方面も開通したため今後磯子線が建設される見込みはほとんどなくなった。